# Vegyes csapat műugrás a 2014. évi nyári ifjúsági olimpiai játékokon
A vegyes csapat műugrás a 2014. évi nyári ifjúsági olimpiai játékokon augusztus 27-én rendezték meg, délután
A nemzetek vegyes csapatainak műugró versenyében 11. kétfős csapat indult, melyet a 17 esztendős mexikói Alejandra Orozco és a 18 esztendős norvég Daniel Jensen alkotta kettős nyert meg. Az ezüstérem a kínai-egyiptomi páros, míg a bronzérem az amerikai-ukrán duó nyakba került.

## Eredmény
| #  | Vegyes csapat | Név                                                      | Pontok |
| -- | ------------- | -------------------------------------------------------- | ------ |
|    | 2. csapat     | Alejandra Orozco Loza (MEX) / Daniel Jensen (NOR)        | 379,50 |
|    | 4. csapat     | Vu Seng-ping (CHN) / Mohab Elkordy (EGY)                 | 374,90 |
|    | 5. csapat     | Gracia Leydon Mahoney (USA) / Pilip Tkacsenko (UKR)      | 354,00 |
| 4  | 6. csapat     | Laura Bilotta (ITA) / Lev Sargsyan (ARM)                 | 348,60 |
| 5  | 3. csapat     | Josefin Schneider (GER) / Philippe Gagné (CAN)           | 326,05 |
| 6  | 10. csapat    | Molly Carlson (CAN) / Kevin Giovany García Álvarez (COL) | 323,25 |
| 7  | 9. csapat     | Loh Zhiaya (MAS) / Alexis Jandard (FRA)                  | 318,20 |
| 8  | 8. csapat     | Hanna Krasznoslik (UKR) / Jonathan Chan (SIN)            | 303,20 |
| 9  | 1. csapat     | Veronika Lindahl (SWE) / Jang Hao (CHN)                  | 299,85 |
| 10 | 7. csapat     | Ingrid de Oliveira (BRA) / Timo Barthel (GER)            | 280,40 |
| 11 | 11. csapat    | Vivian Barth (SUI) / Rodrigo Diego Lopez (MEX)           | 275,80 |